# Paclín megye
Paclín egy megye Argentínában, Catamarca tartományban. Székhelye La Merced. 1869-ben jött létre, amikor Piedra Blanca megyét két részre osztották: az egyik rész lett Paclín, a másik Ambato megye.

## Települések
A megye a következő nagyobb településekből (Localidades) áll:
- Amadores
- El Rosario
- La Bajada
- La Higuera
- La Merced
- La Viña
- Las Lajas
- Monte Potrero
- Palo Labrado
- San Antonio (Paclín)
- Villa de Balcozna

Kisebb települései (Parajes):
| - Atravesada - Balcozna - Balcozna Afuera - El Bastidor - El Cebil - El Pero - El Pintado - El Tajamar - Huacra - La Falda - La Pastora - La Posta - Las Huertas - Paclín - Puesto de Acevedo | - Puesto La Viuda - Puesto Sin Nombre - Sumampa - Talaguada - Tierra Verde - Villa Collantes - Villa Los Corderos |